# Шарл Блан
Огюст Александър Шарл Блан (на френски: Charles Blanc; 17 ноември 1813 г., Кастър (Тарн) – 17 януари 1882 г., Париж) е френски художествен критик, изкуствовед и гравьор, брат на Луи Жан Жозеф Блан.
След революцията от февруари 1848 г. е директор на Департамента за изобразителни изкуства в Министерството на вътрешните работи. Като директор на Националната академия за изящни изкуства възобновява програма за копиране на отливки от произведения на античното изкуство и поръчва серия копия на Старите майстори за проекта Musée des copies, които стават обект на ръководителите на академията, които уволнили Блан.
Публикува Histoire де peintres де toutes ле écoles (пар. 1849 – 69, 14 тома), която е преведена на английски и немски език.
В книгата си Chromophobia художникът Дейвид Батчелор твърди, че цветът в изкуството е нещо, на което не може да се разчита напълно. По отношение на живописта Блан казва, че докато цветът е от съществено значение, мястото му е делегирано зад формалните характеристики на състава, светлосянката и чертежа.

## Произведения
- Le trésor de la curiosité (1857 – 1858, 2 vols.)
- L'œuvre complet de Rembrandt (4. Aufl. 1873, 2 vols.)
- Grammaire des arts du dessin (1867, 3. Ed. 1876)
- Ingres, sa vie et ses ouvrages (1870)
- L'art dans la parure et dans le vêtement (1875)
- Les artistes de mon temps (1876)
- Voyage de la Haute-Egypte, observations sur les arts égyptien et arabe (1876)